# 稲船敬二
稲船 敬二（いなふね けいじ、1965年5月8日 - ）は、日本のゲームクリエイター、キャラクターデザイナー、実業家。株式会社comcept代表取締役および株式会社ロケットスタジオ 執行役員。

## 来歴
大阪府岸和田市出身。大阪デザイナー専門学校を卒業後、イラストレーターとして株式会社カプコンへ入社。初仕事は1987年の『ストリートファイター』だった。その後まもなく、任天堂ファミリーコンピュータ用ゲームソフトのプロジェクトに就き、A.Kこと北村玲が企画を立ち上げ、ゲームデザインやキャラクターデザインの大枠が決まっていた『ロックマン』の開発にデザイナーとして途中参加。ロックマンのキャラクターのブラッシュアップを担当した。その後、北村が『ロックマン2 Dr.ワイリーの謎』開発後に退社することになり、稲船が『ロックマン』シリーズのディレクションを担当するようになった。また、『バイオハザード2』、『鬼武者』、『ロックマンエグゼ』シリーズのプロデュースも担当し、大ヒットを記録した。『エアーマンが倒せない』をきっかけに『ロックマン9 野望の復活!!』で使用した素材をフリーで使用可能にするなどのサービスも行った。2010年には稀代のゾンビ映画好きが高じ、プロデュースしたゾンビゲーム『デッドライジング2』プロモーションの一環として、映画『屍病汚染 DEAD RISING』を初監督した。2010年8月2日放送の『カンブリア宮殿』で紹介された社内の企画会議において、「どんな判断や？」「金、ドブに捨てる気か？」など厳しい発言をした場面がインターネット上などで話題となり、「どん判金ドブ」と略されて流行した。この語は、ネット流行語大賞2010にノミネートされた。
2010年11月にカプコンを退社。同年12月に株式会社comceptそして2011年1月株式会社interceptを設立し、両社の代表取締役に就任。著書『矛盾があるからヒットは生まれる〜稲船流コンセプト仕事術〜』や『どんな判断や！』などを出版した他、「稲船塾」の開講といった若者などの育成にも取り組んでいる。『海王』（ニンテンドー3DS）、『SOUL SACRIFICE』（PlayStation Vita）ではコンセプターを務める。2013年にはKickstarterで『Mighty No. 9』を発表した。
- 2006年10月2日 - 同日に設立された株式会社ダレット代表取締役社長に就任。
- 2010年10月末 - 株式会社ダレット代表取締役社長、および株式会社カプコンの執行取締役を辞任。
- 2010年12月1日 - 株式会社comcept設立。
- 2011年1月12日 - 株式会社intercept設立。
- 2017年6月15日 - 株式会社LEVEL5 comcept設立。取締役及びCCOに就任。
- 2024年8月 - 株式会社LEVEL5 comcept取締役及びCCOを辞任。

## ゲーム
- ロックマンシリーズ[注釈 1]
  - ロックマン：キャラクターデザイン
  - ロックマン2 Dr.ワイリーの謎：キャラクターデザイン
  - ロックマン3 Dr.ワイリーの最期!?：キャラクターデザイン、企画補佐
  - ロックマン4 新たなる野望!!：企画、スペシャルデザイナー
  - ロックマン5 ブルースの罠!?：オブジェクトデザイン、アドバイザー
  - ロックマン6 史上最大の戦い!!：オブジェクトデザイン
  - ロックマン7 宿命の対決!：オブジェクトデザイン
  - ロックマン8 メタルヒーローズ：プロデュース
  - ロックマン&フォルテ：プロデュース
  - ロックマン9 野望の復活!!：プロデュース
  - ロックマン10 宇宙からの脅威!!：プロデュース
  - ロックマンロックマン：エグゼクティブプロデューサー
- ロックマンXシリーズ
  - ロックマンX：キャラクターデザイン
  - ロックマンX2：キャラクターデザイン
  - ロックマンX3：キャラクターデザイン
  - ロックマンX4：プロデュース
  - ロックマンX5：プロデュース、シナリオプロット提供
  - ロックマンX7：スペシャルサンクス
  - ロックマンX8：スペシャルサンクス
  - イレギュラーハンターX：エグゼクティブプロデューサー
- ロックマン2・ザ・パワーファイターズ：スペシャルサンクス
- ロックマン バトル&チェイス：プロデューサー
- スーパーアドベンチャーロックマン：プロデューサー
- ロックマンDASHシリーズ：プロデュース
- ロックマンエグゼシリーズ：プロデュース
- ロックマンゼロシリーズ：プロデュース
- ロックマンゼクスシリーズ：プロデュース
- 流星のロックマンシリーズ：プロデュース
- 鬼武者シリーズ
  - 鬼武者：製作
  - 幻魔 鬼武者：プロデューサー
  - 鬼武者2：製作
  - 鬼武者3：製作
  - 鬼武者 無頼伝：プロデュース
  - 新鬼武者 DAWN OF DREAMS：総製作指揮
- DEAD RISINGシリーズ
  - デッドライジング：プロデュース
  - デッドライジング2：プロデュース
- LOST PLANETシリーズ
  - ロスト プラネット エクストリーム コンディション：エグゼクティブプロデューサー
  - ロスト プラネット 2：エグゼクティブプロデューサー
- ストリートファイター：グラフィックデザイン[11]
- プロ野球?殺人事件!：グラフィックデザイン
- わんぱくダック夢冒険[2]
- CAPCOM バルセロナ'92：デザイナー
- ブレスオブファイア：オブジェクトデザイン
- ヴァンパイア ダークストーカーズコレクション
- CAPCOM FIGHTING Jam：エグゼクティブプロデューサー
- ゼルダの伝説 ふしぎのぼうし：プロデュース
- シャドウ オブ ローマ：エグゼクティブプロデューサー
- バイオハザード2：プロモーションプロデューサー[12]
- バイオハザード4（PS2版）：エグゼクティブプロデューサー
- ストリートファイターZERO3↑↑：プロデューサー
- Devil May Cry 3 Special Edition（Microsoft Windows版）：エグゼクティブプロデューサー
- バイオハザード5：エグゼクティブプロデューサー
- 逆転裁判4：製作総指揮
- 逆転検事：製作総指揮
- 株トレーダー瞬：エグゼクティブプロデューサー
- 宝島Z バルバロスの秘宝：エグゼクティブプロデューサー
- WE LOVE GOLF!：エグゼクティブプロデューサー
- バイオニックコマンドー：エグゼクティブプロデューサー
- モンスターハンター3：エグゼクティブプロデューサー
- モンスターハンターポータブル3rd：エグゼクティブプロデューサー
- ストリートファイターIV：エグゼクティブプロデューサー
- スーパーストリートファイターIV：エグゼクティブプロデューサー
- スーパーストリートファイターIV アーケードエディション：エグゼクティブプロデューサー
- スーパーストリートファイターIV 3Dエディション：エグゼクティブプロデューサー
- ゴースト トリック：製作総指揮
- MARVEL VS. CAPCOM 3 Fate of Two Worlds：エグゼクティブプロデューサー

株式会社comcept
- Dr★モモの島：プロデュース
- 超次元ゲイム ネプテューヌmk2：コラボレーションとして参加
- 圧倒的遊戯 ムゲンソウルズ：キャラクターデザイン、制作協力
- バクダン★ハンダン：協力
- J.J.ROCKETS：プロデュース
- SOUL SACRIFICE：コンセプター
- SOUL SACRIFICE DELTA：コンセプター
- GUILD02「虫けら戦車」：コンセプター
- YAIBA: NINJA GAIDEN Z：コンセプター
- Mighty No. 9：コンセプター
- 蒼き雷霆 ガンヴォルト：エグゼクティブプロデューサー、アクション監修
- ぎゃるガンヴォルト：エグゼクティブプロデューサー
- 蒼き雷霆 ガンヴォルト 爪：エグゼクティブプロデューサー、アクション監修
- マイティガンヴォルト バースト
- ReCore：コンセプター

株式会社LEVEL5 comcept
- ドラゴン＆コロニーズ：プロデューサー
- 蒼き雷霆 ガンヴォルト 鎖環：エグゼクティブプロデューサー、アクション監修

## 映画
- 屍病汚染 DEAD RISING：監督、脚本

## 漫画
- LDZ3：原案
- ゾンビキーパー：原案